# Чиуауа (аэропорт)
Международный аэропорт имени генерала Роберто Фьерро Вильялобоса (исп. Aeropuerto Internacional General Roberto Fierro Villalobos), Международный аэропорт Чиуауа — аэропорт совместного базирования, расположенный в 18 километрах от города Чиуауа (штат Чиуауа), Мексика. Как самый крупный аэропорт в штате Роберто Вильялобос рассчитан на обслуживание 450 пассажиров и 40 операций взлётов/посадок ежечасно.

## Общие сведения
Рост промышленного производства, развитие финансовой сферы и увеличение в городе (и в штате в целом) объёмов грузовых перевозок обусловили темпы существенного роста пассажирского и грузового оборота в аэропорту Чиуауа за последние десять лет. В указанный период увеличение объёма пассажирских перевозок составило 15 % и достигло в 2007 году показателя в немногим более 854 тысячи человек. Однако, согласно статистическим данным управляющей аэропортом холдинговой компании Grupo Aeroportuario Centro Norte (OMA), в 2008 году произошло снижение пассажирооборота до 833.800 человек, что согласуется с общими показателями уменьшения пассажирского трафика в 2008 году в целом по стране.
В аэропорту Роберто Вильялобос помимо коммерческого сектора размещается военно-воздушная база ВВС Мексики (BAM #13).

## Авиакомпании и направления

### Внутренние линии
| Авиакомпания       | Направления                                                                          |
| ------------------ | ------------------------------------------------------------------------------------ |
| Aeroméxico         | Мехико                                                                               |
| Aeroméxico Connect | Сьюдад-Хуарес, Кульякан-Розалес, Гвадалахара, Эрмосильо, Монтеррей, Тихуана, Торреон |
| Aero Pacífico      | Кульякан-Розалес, Гуасаве, Лос-Мочис                                                 |
| Interjet           | Толука                                                                               |
| Viva Aerobus       | Монтеррей                                                                            |
| Volaris            | Толука                                                                               |

### Международные линии
| Авиакомпания                                        | Направления                |
| --------------------------------------------------- | -------------------------- |
| Aeroméxico Connect                                  | Альбукерк, Лос-Анджелес    |
| American Eagle                                      | Даллас/Форт-Уэрт           |
| Continental Express выполняется ExpressJet Airlines | Хьюстон (Интерконтинентал) |

### Грузовые линии
| Авиакомпания         | Направления                 |
| -------------------- | --------------------------- |
| Estafeta Carga Aérea | Даллас/Форт-Уэрт, Монтеррей |